# Oedipoda infumata
Oedipoda infumata är en insektsart som beskrevs av Bei-bienko 1949. Oedipoda infumata ingår i släktet Oedipoda och familjen gräshoppor. Inga underarter finns listade i Catalogue of Life.